# Füchse Berlin
Füchse Berlin je profesionální házenkářský klub sídlící v německém městě Berlín. Mužský tým hraje v současné době německou Bundesligu.

## Historie
Do roku 2005 byl tým organizován jako házenkářské oddělení v rámci klubu Reinickendorfer Füchse. Pro sezónu 2005/06 se však tým oddělil, a vznikl tak klub Füchse Berlin. To se časově shodovalo s přestěhováním do Max-Schmeling-Halle (druhé největší berlínské haly), nazývané také Fuchsbau (v češtině nora). V roce 2007 si tým zajistil prvenství ve druhé nejvyšší německé lize, čímž postoupili do první Bundesligy, ve které se klub od té doby drží. V roce 2014 tým vyhrál německý pohár, svou první velkou trofej, když ve finálovém zápase porazil tým SG Flensburg-Handewitt poměrem 22–21.
Jako vítěz německého poháru se tým kvalifikoval do Poháru EHF, který vyhráli, čímž získali svou první mezinárodní trofej. Jako vítěz Poháru EHF získal tým divokou kartu pro nadcházející turnaj IHF Super Globe 2015, který také vyhrál.